# Elisabet av Salm
Elisabet av Salm, född 1570, död 1611, var en monark inom det tysk-romerska riket som regerande fursteabbedissa av den självstyrande klosterstaten Remiremont i Frankrike. Hon blev abbedissa 1602. Hon abdikerade 1611 till förmån för Katarina av Lothringen och mottog en pension, men avled senare samma år.